# Valery Korzun
Valery Grigorievich Korzun (em russo:  Валерий Григорьевич Корзун) (Krasny Sulin, 5 de março de 1953) é um ex-cosmonauta russo.
Formado pelo colégio de aviação militar em 1974, entrou para a força aérea russa, onde serviu como piloto e comandante de esquadrão. Em 1987, após comandar a Academia Militar Gagarin da Força Aérea, foi selecionado para treinamento como cosmonauta do programa espacial russo. Em dezembro do mesmo ano entrou para o programa de treinamento e foi graduado em junho de 1989.
Coronel da Força Aérea, ele é um piloto de primeira classe, com 1473 horas de vôo acumuladas em quatro diferentes tipos de espaçonaves; também é instrutor de treinamento de pára-quedistas, com 377 saltos realizados.

## Cosmonauta
Korzun treinou para vôos espaciais entre 1989 e 1992 com parte do grupo de cosmonautas de teste da Cidade das Estrelas, participando depois de extensivo treinamento para comandar missões de resgate com a nave Soyuz-TM até março de 1994. Em seguida, também treinou no grupo de cosmonautas selecionados para missões a bordo do complexo orbital Mir até junho de 1995. Em agosto de 1996, completou treinamento como comandante para o programa espacial Cassiopeia Mir/NASA.
Foi a primeira vez ao espaço em agosto de 1996 na nave Soyuz TM-24, para uma missão de seis meses na estação russa Mir. Em março de 1997, retornou após 197 dias em órbita, durante os quais realizou duas caminhadas espaciais num total de 12 horas e 33 minutos. O programa incluiu a participação de astronautas norte-americanos, franceses e alemães. 
Sua segunda missão espacial, também de longa permanência em órbita, foi em junho de 2002 como integrante da Expedição 5 à Estação Espacial Internacional, para a qual foi a bordo da STS-111 Endeavour. Durante a estadia, Korzun fez mais duas caminhadas espaciais para a montagem de painéis externos no módulo de serviço Zvezda, a fim de protegê-lo do impacto de micro poeira cósmica e a instalação de antenas de rádio de alta frequência no exterior do complexo, para futuras operações de uma estação destinada a contato com radioamadores.
Retornou a Terra em dezembro do mesmo ano com os outros participantes da expedição (um russo e um norte-americano), na STS-113, também com a nave Endeavour, após acumular mais 184 dias e 22 horas no espaço.